# Charles Wilmot, 3. Earl of Rochester

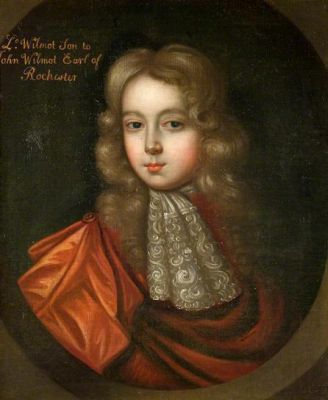
Charles Wilmot, Earl of Rochester, gemalt von Peter Lely, 1680,
Lydiard House, Swindon

Charles Wilmot, 3. Earl of Rochester (* 2. Januar 1671 in Adderbury, Oxfordshire; † 12. November 1681 in Woodstock, Oxfordshire) war ein englischer Peer.
Er war der einzige Sohn und Erstgeborener von vier Kindern des Dichters John Wilmot, 2. Earl of Rochester (1647–1680) aus dessen Ehe mit Elizabeth Malet (1651–1681). Zu Lebzeiten seines Vaters führte er als dessen Heir apparent den Höflichkeitstitel Viscount Wilmot. Beim Tod seines Vaters im Juli 1680 erbte er als Minderjähriger dessen Adelstitel als 3. Earl of Rochester, 4. Viscount Wilmot und 3. Baron Wilmot. Im folgenden Jahr, zweieinhalb Monate nach dem Ableben der Mutter, verstarb Charles jedoch, wodurch die Titel erloschen.
Beigesetzt wurde er am 7. Dezember 1681 an der Seite seines Vaters auf dem All Saints Churchyard in Spelsbury, Oxfordshire.